# Sergey Brin
Sergey Mihailovich Brin (em russo: Сергей Михайлович Брин; Moscou, 21 de agosto de 1973) é um empresário, cientista da computação e empreendedor norte-americano, conhecido por ser o cofundador do Google junto com Larry Page. Brin foi presidente da Alphabet, empresa holding controladora do Google, até renunciar ao cargo em 3 de dezembro de 2019. Brin e Page ainda são cofundadores, acionistas controladores, membros do conselho e funcionários da Alphabet. Em junho de 2021, Brin se tornou sétima pessoa mais rica do mundo, com um patrimônio líquido estimado em 108 bilhões de dólares.
Em 2022, Brin manteve a posição na lista dos mais ricos da Forbes, mas houve uma redução da fortuna para US$ 89 bilhões.
Filho de pais russo-judeus, Brin imigrou para os Estados Unidos com sua família da União Soviética aos seis anos. Ele obteve seu diploma de bacharel na Universidade de Maryland, College Park, seguindo os passos de seu pai e avô estudando matemática, bem como ciência da computação. Após a graduação, ele se matriculou na Universidade Stanford para obter um PhD em ciência da computação. Lá ele conheceu Page, com quem construiu um mecanismo de busca na web. O programa se tornou popular em Stanford, e eles suspenderam seus estudos de PhD para iniciar o Google na garagem de Susan Wojcicki em Menlo Park.

## Infância e educação
Brin nasceu em 21 de agosto de 1973, em Moscou na União Soviética, filho de pais judeus, Mikhail e Eugenia Brin, ambos graduados pela Universidade Estatal de Moscou (UEM). Seu pai é um professor aposentado de matemática na Universidade de Maryland, e sua mãe uma pesquisadora do Goddard Space Flight Center da NASA.
A família Brin morava em um apartamento de três quartos no centro de Moscou, que também dividia com a avó paterna de Sergey. Em 1977, depois que seu pai voltou de uma conferência de matemática em Varsóvia, Polônia, Mikhail Brin anunciou que era hora de a família emigrar. Eles solicitaram formalmente o visto de saída em setembro de 1978 e, como resultado, seu pai foi "imediatamente demitido". Por motivos relacionados, sua mãe teve que deixar o emprego. Nos oito meses seguintes, sem renda fixa, eles foram forçados a aceitar empregos temporários enquanto esperavam, com medo de que seu pedido fosse negado, como foi para muitos recusados. Em maio de 1979, eles receberam seus vistos oficiais de saída e foram autorizados a deixar o país.
A família Brin viveu em Viena e Paris, enquanto Mikhail Brin conseguiu um cargo de professor na Universidade de Maryland com a ajuda de Anatole Katok. Durante esse tempo, a família Brin recebeu apoio e assistência da Sociedade Hebraica de Ajuda ao Imigrante. Eles chegaram aos Estados Unidos em 25 de outubro de 1979.
Brin frequentou a escola primária na Paint Branch Montessori School em Adelphi, Maryland, mas recebeu mais estudos em casa; seu pai, um professor do departamento de matemática da Universidade de Maryland, o incentivou a aprender matemática e sua família o ajudou a manter suas habilidades no idioma russo. Ele estudou na Eleanor Roosevelt High School, Greenbelt, Maryland. Em setembro de 1990, Brin matriculou-se na Universidade de Maryland, onde recebeu seu Bacharelado em Ciências do Departamento de Ciência da Computação em 1993 com honras em Ciência da Computação e Matemática aos 19 anos.
Brin começou seu estudo de graduação em ciência da computação na Universidade Stanford com uma bolsa de pós-graduação da Fundação Nacional da Ciência. Em 1993, ele estagiou na Wolfram Research, os desenvolvedores do Mathematica. Em 2008, ele estava de licença de seus estudos de PhD em Stanford.

## Desenvolvimento do mecanismo de busca
Durante uma orientação para novos alunos em Stanford, ele conheceu Larry Page. Os dois homens pareciam discordar na maioria dos assuntos, mas depois de passar algum tempo juntos, eles "se tornaram almas gêmeas intelectuais e amigos íntimos". O foco de Brin estava no desenvolvimento de sistemas de mineração de dados, enquanto o de Page estava em estender "o conceito de inferir a importância de um artigo de pesquisa a partir de suas citações em outros artigos". Juntos, eles escreveram um artigo intitulado "A anatomia de um mecanismo de pesquisa hipertextual em grande escala na Web".
Para converter os dados de backlink coletados pelo rastreador da web do BackRub em uma medida de importância para uma determinada página da web, Brin e Page desenvolveram o algoritmo PageRank e perceberam que ele poderia ser usado para construir um mecanismo de busca muito superior aos existentes na época. O novo algoritmo dependia de um novo tipo de tecnologia que analisava a relevância dos backlinks que conectavam uma página da Web a outra e permitia que o número de links e sua classificação determinassem a classificação da página.

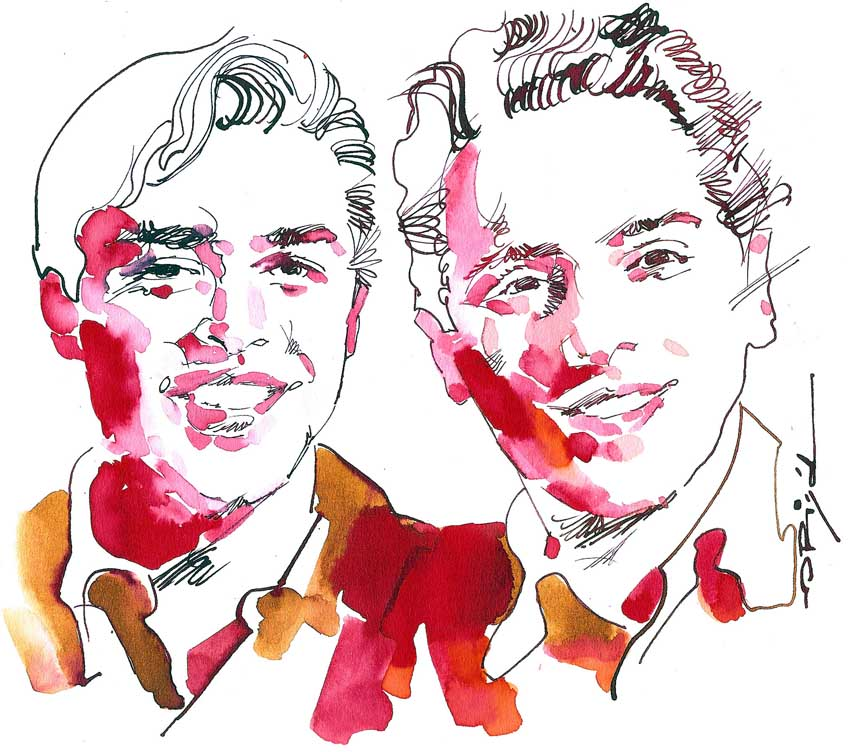
Larry Page e Sergey Brin por Graziano Origa

Combinando suas ideias, eles começaram a utilizar o dormitório de Page como um laboratório de máquinas e extraíram peças sobressalentes de computadores baratos para criar um dispositivo que eles usaram para conectar o motor de busca nascente com a rede de banda larga do campus de Stanford.
Depois de encher a sala de Page com equipamentos, eles converteram o dormitório de Brin em um escritório e centro de programação, onde testaram seus novos designs de mecanismo de busca na web. O rápido crescimento de seu projeto causou problemas na infraestrutura de computação de Stanford.
Page e Brin usaram as habilidades básicas de programação HTML do primeiro para criar uma página de pesquisa simples para os usuários, já que eles não tinham um desenvolvedor de página da web para criar nada visualmente elaborado. Eles também começaram a usar qualquer peça de computador que pudessem encontrar para reunir o poder de computação necessário para lidar com pesquisas de vários usuários. Conforme seu mecanismo de busca cresceu em popularidade entre os usuários de Stanford, ele exigiu servidores adicionais para processar as consultas, e eles suspenderam seus estudos de PhD para iniciar o Google na garagem de Susan Wojcicki em Menlo Park. Em agosto de 1996, a versão inicial do Google foi disponibilizada no site de Stanford.
No início de 1997, a página BackRub descreveu o estado da seguinte maneira:
Algumas estatísticas aproximadas (de 29 de agosto de 1996)

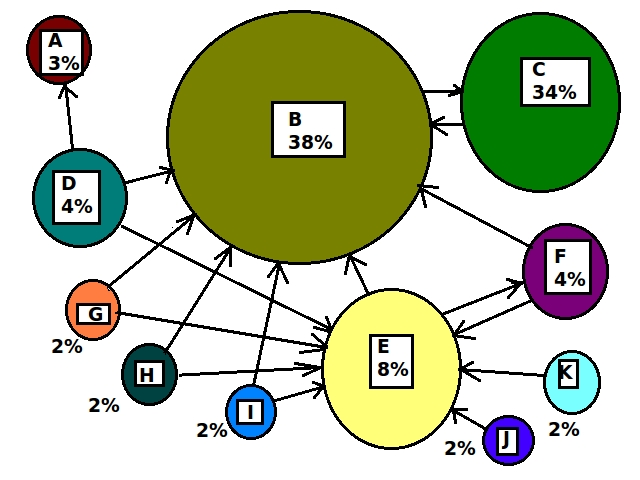
A interligação matemática do site que o algoritmo PageRank facilita, ilustrada pela correlação tamanho-porcentagem dos círculos. O algoritmo foi nomeado após o próprio Page

Total de URLs HTML indexáveis: 75,2306 milhões
Total de conteúdo baixado: 207,022 gigabytes
...
BackRub é escrito em Java e Python e roda em vários Sun Ultras e Intel Pentiums rodando Linux. O banco de dados principal é mantido em um Sun Ultra série II com 28 GB de disco. Scott Hassan e Alan Steremberg forneceram uma grande ajuda talentosa na implementação. Sergey Brin também esteve muito envolvido e merece muitos agradecimentos.— Larry Page page@cs.stanford.edu  (em inglês)
O BackRub já exibia as funções e características rudimentares de um mecanismo de busca: uma entrada de consulta foi inserida e forneceu uma lista de backlinks classificados por importância. Page recordou: "Percebemos que tínhamos uma ferramenta de consulta. Ela deu a você uma boa classificação geral das páginas e ordenação das páginas de acompanhamento". Page disse que em meados de 1998 eles finalmente perceberam o potencial de seu projeto: "Em breve, tínhamos 10 000 pesquisas por dia. E imaginamos que talvez isso seja realmente real."
Alguns compararam a visão de Page e Brin ao impacto de Johannes Gutenberg, o inventor da impressão moderna:

Em 1440, Johannes Gutenberg apresentou à Europa a impressora mecânica, imprimindo Bíblias para consumo em massa. A tecnologia permitiu que livros e manuscritos‍—‌originalmente replicados à mão‍—‌fossem impressos em um ritmo muito mais rápido, espalhando conhecimento e ajudando a inaugurar o Renascimento europeu ... O Google fez um trabalho semelhante.
A comparação também foi notada pelos autores de The Google Story: "Desde Gutenberg ... nenhuma nova invenção deu poderes aos indivíduos e transformou o acesso à informação, tão profundamente quanto o Google." Além disso, não muito depois dos dois ". criaram seu novo mecanismo para pesquisas na web, eles começaram a pensar em informações que na época estavam fora da web ", como a digitalização de livros e a expansão das informações de saúde.

## Outros interesses
Brin está trabalhando em outros projetos mais pessoais que vão além do Google. Por exemplo, ele e Page estão tentando ajudar a resolver os problemas mundiais de energia e clima no braço filantrópico do Google, Google.org, que investe na indústria de energia alternativa para encontrar fontes mais amplas de energia renovável. A empresa reconhece que seus fundadores desejam "resolver problemas realmente grandes usando tecnologia".
Em outubro de 2010, por exemplo, eles investiram em um grande desenvolvimento de energia eólica offshore para auxiliar a rede elétrica da costa leste, que eventualmente se tornará um dos cerca de uma dúzia de parques eólicos offshore que são propostos para a região. Uma semana antes, eles introduziram um carro que, com "inteligência artificial", pode se dirigir usando câmeras de vídeo e sensores de radar. No futuro, os motoristas de carros com sensores semelhantes teriam menos acidentes. Esses veículos mais seguros poderiam, portanto, ser construídos mais leves e exigir menos consumo de combustível. Eles estão tentando fazer com que as empresas criem soluções inovadoras para aumentar o fornecimento mundial de energia. Ele é um investidor da Tesla Motors, que desenvolveu o Tesla Roadster (2008), um veículo elétrico a bateria com alcance de 244 milhas (393 km), bem como o Tesla Model S, um alcance de 265 milhas (426 km) veículo elétrico a bateria.
Em 2004, ele e Page foram nomeados "Pessoas da Semana" pelo ABC World News Tonight. Em janeiro de 2005, ele foi nomeado um dos "Jovens Líderes Globais" do World Economic Forum. Em junho de 2008, Brin investiu US$ 4,5 milhões na Space Adventures, empresa de turismo espacial com sede na Virgínia. Seu investimento servirá como depósito para a reserva de um dos voos propostos pela Space Adventures em 2011. A Space Adventures, a única empresa que envia turistas ao espaço, enviou cinco deles até agora.
Brin e Page possuem, em conjunto, um Boeing 767-200 personalizado e um Dornier Alpha Jet, e pagam US$ 1,3 milhão por ano para abrigá-los e dois jatos Gulfstream V de propriedade de executivos do Google no Moffett Federal Airfield. A aeronave teve equipamento científico instalado pela NASA para permitir que dados experimentais sejam coletados em voo.
Em 2012, Brin esteve envolvido com o programa Project Glass e demonstrou protótipos de óculos. Project Glass é um programa de pesquisa e desenvolvimento do Google para desenvolver um head-mounted display (HMD) de realidade aumentada. O objetivo pretendido dos produtos do Project Glass seria a exibição de informações em mãos livres atualmente disponíveis para a maioria dos usuários de smartphones, e permitindo a interação com a Internet por meio de comandos de voz em linguagem natural.
Brin também estava envolvido no projeto de carro sem motorista do Google. Em setembro de 2012, na assinatura do California Driverless Vehicle Bill, Brin previu que dentro de cinco anos, os carros robóticos estarão disponíveis para o público em geral.

## Vida pessoal

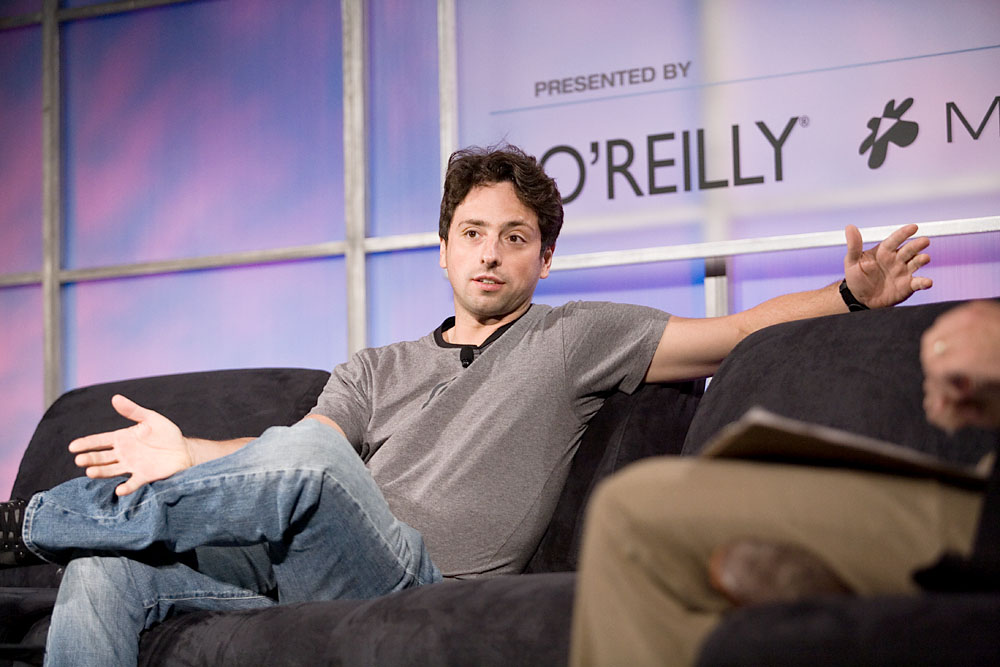
Brin em 2005 na Web 2.0 Conference

Em maio de 2007, Brin casou-se com a analista de biotecnologia e empresária Anne Wojcicki nas Bahamas. Eles tiveram um filho no final de 2008 e uma filha no final de 2011. Brin é judeu e não religioso. Em agosto de 2013, foi anunciado que Brin e sua esposa estavam morando separados depois que Brin teve um caso extraconjugal com a diretora de marketing do Google Glass, Amanda Rosenberg. Em junho de 2015, Brin e Wojcicki finalizaram seu divórcio.
Em 2018, ele se casou com Nicole Shanahan, uma fundadora de tecnologia jurídica. Eles têm uma filha, nascida no final de 2018.
A mãe de Brin, Eugenia, foi diagnosticada com doença de Parkinson. Em 2008, ele decidiu fazer uma doação para a Escola de Medicina da Universidade de Maryland, onde sua mãe está sendo tratada.
Brin e Wojcicki, embora divorciados, ainda dirigem conjuntamente a The Brin Wojcicki Foundation. Eles doaram extensivamente para a The Michael J. Fox Foundation e em 2009 doou 1 milhão de dólares para apoiar a Sociedade Hebraica de Ajuda ao Imigrante.
Sergey Brin é um doador para candidatos e organizações do Partido Democrata, tendo doado 5 mil dólares para a campanha de reeleição de Barack Obama e 30 800 dólares para o DNC.
De acordo com a CNBC, Brin se interessou pela tecnologia blockchain após construir um computador para jogos com seu filho para minerar o ethereum.
Em 10 de agosto de 2015, Brin foi eleito o novo presidente da Alphabet Inc. fundada naquele mesmo dia, após a reorganização do Google, onde passou a comandar o Google X. Mas renunciou ao cargo em 3 de dezembro de 2019.

## Prêmios e reconhecimento

### 2002–2009
- Em 2002, Brin, junto com Larry Page, foi nomeado no MIT Technology Review TR100, como um dos 100 maiores inovadores do mundo com menos de 35 anos.[48]
- Em 2003, Brin e Page receberam um MBA honorário da IE Business School "por dar corpo ao espírito empreendedor e dar impulso à criação de novos negócios...”.[49]
- Em 2003, Brin e Page foram premiados e finalistas nacionais do prêmio EY Empreendedor do Ano.[50]
- Em 2004, eles receberam o Prêmio da Marconi Foundation, o "Prêmio Mais Alto em Engenharia", e foram eleitos Fellows da Marconi Foundation na Universidade Columbia. "Ao anunciar sua escolha, John Jay Iselin, o presidente da Fundação, parabenizou os dois homens por sua invenção, que mudou fundamentalmente a maneira como as informações são obtidas hoje."[51]
- Em 2004, Brin recebeu o Golden Plate Award da American Academy of Achievement com Larry Page em uma cerimônia em Chicago, Illinois.[52]

### 2009–presente
- Em novembro de 2009, Forbes decidiu que Brin e Page eram as quintas pessoas mais poderosas do mundo.[53]
- No início daquele mesmo ano, em fevereiro, Brin foi nomeado para a National Academy of Engineering, que está "entre as mais altas distinções profissionais concedidas a um engenheiro ... [e] homenageia aqueles que fizeram contribuições notáveis para a pesquisa de engenharia, prática...". Ele foi selecionado especificamente, "pela liderança no desenvolvimento de indexação rápida e recuperação de informações relevantes da World Wide Web".[54]
- Em seus "Perfis" de Fellows, a National Science Foundation incluiu uma série de prêmios anteriores:

ele foi um palestrante destacado no World Economic Forum e na Conferência de Tecnologia, Entretenimento e Design. ... PC Magazine elogiou o Google nos 100 principais sites e mecanismos de pesquisa (1998) e concedeu ao Google o prêmio de excelência técnica por inovação no desenvolvimento de aplicativos da Web em 1999. Em 2000, o Google ganhou um Webby Award, um People's Voice Award por realizações técnicas e, em 2001, foi premiado com Outstanding Search Service, Melhor Image Search Engine, Melhor Design, Mais Webmaster Friendly Search Engine e Best Search Feature em o Search Engine Watch Awards.
- Em 2012, a Forbes classificou Sergey Brin como a 24.º pessoa mais rica do mundo, com 18,7 bilhões de dólares.[56]
- Em 2014, foi eleito pela Forbes, o 17.º mais rico do mundo, com uma fortuna avaliada em 32,8 bilhões de dólares.[57]
- Em outubro de 2018, Brin era a 13ª pessoa mais rica do mundo de acordo com a Forbes, com um patrimônio líquido estimado em 50,5 bilhões de dólares.[58]
- Em julho de 2020, Brin se tornou o sétimo homem mais rico do mundo de acordo com a Forbes, com um patrimônio líquido estimado em 68 bilhões de dólares.[59]
- Em janeiro de 2021, Brin era a nona pessoa mais rica do mundo, com um patrimônio líquido estimado em 80,6 bilhões de dólares.[60]
- Em junho de 2021, Brin se tornou sétima pessoa mais rica do mundo de acordo com a Bloomberg, com um patrimônio líquido estimado em 108 bilhões de dólares.[1]

## Aparições em filmes
| Ano  | Título         | Personagem          |
| ---- | -------------- | ------------------- |
| 2013 | The Internship | Ele mesmo (camafeu) |

## Nota
- Este artigo foi inicialmente traduzido, total ou parcialmente, do artigo da Wikipédia em inglês cujo título é «Sergey Brin», especificamente desta versão.